# 全球绿党
全球绿党（英語：Global Greens，缩写为）是一个由致力于实施《全球绿色宪章》的政党及政治运动组织所组成的国际网状关系协会。它由各个国家或地区的绿党、合作伙伴网和与绿色政治相关的其他组织所构建。
该协会于2001年首届“全球绿党大会”上宣布成立；截至2023年10月，全球绿党协会拥有80个正式会员和10个准会员，因此共有90个会员。全球绿党的管理机构名为“全球绿党协调”，它是一个由12名成员组成的指导委员会，其成员均来自全球绿党所辖4个区域绿党联合会之一。而自2020年起，全球绿党的日常工作由秘书处负责运作；秘书处由联合召集人鲍勃·黑尔和格洛丽亚·波兰科领导。

## 组织历史

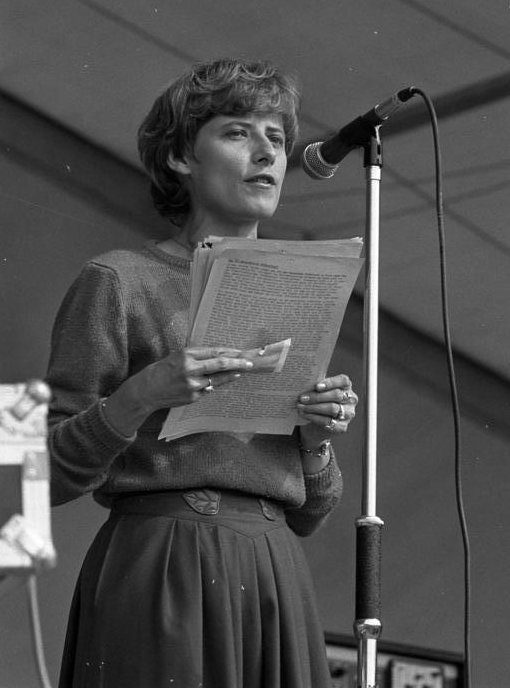
德国生态女权主义者与绿色政治思想家佩特拉·凯利。她于1980年创建了德国绿党。

全球第一批绿党诞生于1972年，它们分别是澳大利亚塔斯马尼亚州的联合塔斯马尼亚集团和新西兰的价值党。随后其他国家迅速跟进，英国在1973年成立了人民党（后改名为生态党）。此后几年，欧洲各国出现了一批绿党或激进政党。
佩特拉·凯利是一位德国生态女性主义活动家，她经常被认为是绿色政治运动最早期的思想家和领导者之一。凯利在1980年于联邦德国创建了德国绿党，这对绿党在国内及国际政治上崭露头角发挥了重要作用。
第一届绿党全体会议于1992年5月30日至31日在巴西的里约热内卢召开，同期这里也在举行里约地球峰会。也正是在这里，发布了全球第一份绿党宣言，其序言如下：
|  | 经验告诉我们，只有当人们投票支持环保政党时，政府才会认真对待环境问题。 |

第一届全球绿党大会于2001年在澳大利亚的堪培拉举行，《全球绿色宪章》在此正式发布；大会代表建立了框架和组织结构，计划将全球绿党建设成为一个持续的国际联系网和运动，并建立了包括全球绿党协调组在内的组织。2010年，则任命了首任全球绿党秘书。

## 组织章程
《全球绿色宪章》是指导性文件，确立了成员方和相关组织应努力遵守的原则和“核心价值观”。它制定了将世界各地的绿党跨越国界团结在一起的全球原则：
1. 参与式民主
2. 非暴力
3. 社会正义
4. 可持续性
5. 尊重多样性
6. 生态智慧

宪章概述的优先事项包括改革主导经济模式、应对气候变化、结束饥荒、促进充满活力的民主并致力于和平与保护生物多样性。
自2001年首次发布以来，《全球绿色宪章》已在全球绿色大会期间进行了三次审查和更新：一次是2012年在塞内加尔的达喀尔；一次是2017年在英国的利物浦；另一次则是2023年在韩国的首尔。目前最新的2023年版本仅提供英语和西班牙语版本。

## 组织架构

### 区域联盟
全球绿党在世界上划分为5个区域联盟：
- 亚太绿党联盟
- 欧洲绿党
- 非洲绿党联盟
- 美洲绿党联盟
- 大洋洲绿党联盟

### 协调小组
全球绿党有一个由12名成员组成的指导委员会，称为“全球绿党协调组（Global Greens Coordination）”。该协调组由四个区域联盟各选举三名成员组成；同时还有三名候补成员提供支持，他们随时可以替代正选成员。

### 全球大会
自2001年开始，全球绿党已经在世界各地举行了五次全球绿党大会。
|   | 主办年份 | 主办国   | 主办城市 |
| - | -------- | -------- | -------- |
| 1 | 2001年   |          | 堪培拉   |
| 2 | 2008年   | 巴西     | 圣保罗   |
| 3 | 2012年   | 塞内加尔 | 达喀尔   |
| 4 | 2017年   | 英国     | 利物浦   |
| 5 | 2023年   |          | 仁川     |

全球绿党致力于实现区域多样性和代表性，鼓励大会地点代表该组织成员政党和组织的地理分布广泛性。

### 附属组织

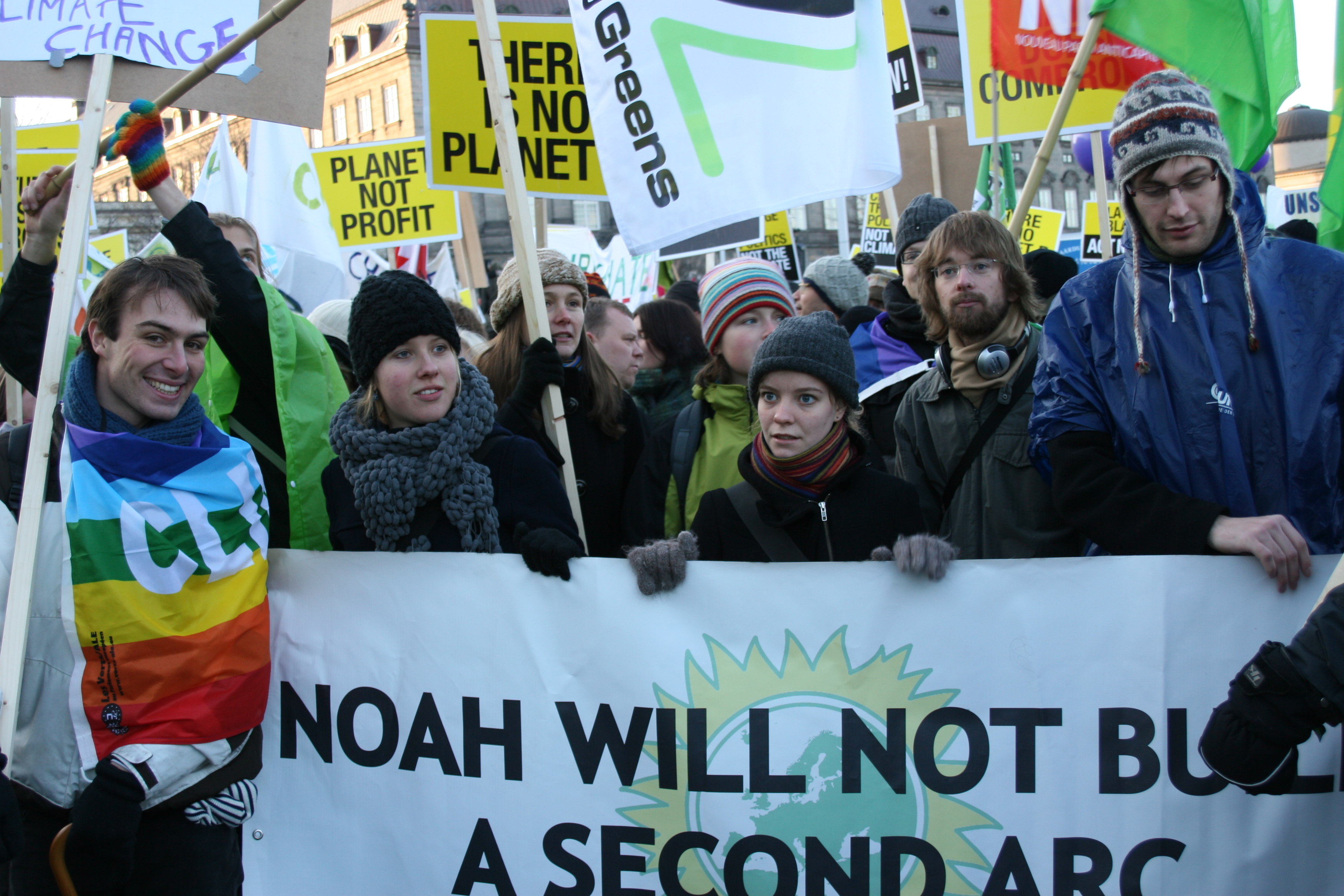
2009年气候变化大会期间，青年欧洲绿党联盟在哥本哈根举行示威活动。

全球绿党有五个关系网，旨在促进成员政党及组织之间的全球协作、沟通和共享。
| 名称                | 主要目标 |
| ------------------- | --- |
| 全球绿党之友        | 由来自世界各地的绿色活动人士、议员和思想领袖组成，他们同时也是全球绿党的月度捐赠者。 |
| 全球绿党LGBT+关系网 | 1. 促进LGBT+人士参与全球绿党运动； 2. 协助和鼓励会员参与LGBT+权利及相关议题； 3. 在全球绿党及国际社会中倡导LGBT+人群的利益，并提高人们对LGBT+人群及其家人所面临问题的认知； 4. 促进全球绿党及其成员组织的LGBT+政策； 5. 与全球绿党及其成员组织合作，提议、协调和促进LGBT+权利运动并参与LGBT+文化活动； 6. 与成员组织建立联系以便沟通，保持对问题的了解，并鼓励参与相关的当地活动； 7. 代表自己或为全球绿党筹集资金以促进网络的目标。       |
| 全球绿党议员关系网  | 全球绿党议员关系网由全球各地的绿党国会议员国会议员所组成，其目标为： 1. 以协调的方式在各自所属的议会中积极讨论全球关注的问题，以影响所属各国政府和其所代表的公众，以实现全球绿党具体确定的目标； 2. 发展一个相互团结和支持的议员联系网，以个人身份帮助每个人在议会行动中发挥最大效力，并实现各自作为积极的全球变革推动者的潜力； 3. 通过加强国际机构，包括在这些机构中增加议会代表性和决策影响力，在全球和区域层面实现绿色目标的积极变革。 |
| 全球绿党妇女关系网  | 全球绿党妇女关系网支持全球绿党女性参与政治活动并关注： 1. 提高本组织的关注度； 2. 推进对成员的能力建设、培训和指导； 3. 促进绿色政治女性之间的交流； 4. 参与关键议题的讨论。 |
| 全球青年绿党        | 1. 在参与式民主的框架内赋予青年权力； 2. 为青年创造一个活跃的空间，不受老一辈人的支配； 3. 解决组织和个人之间的不平等问题； 4. 在部门和组织之间建立牢固的联系； 5. 促进世界绿色原则的推广。 |

### 组织大使
全球绿党协调组在2015年任命澳大利亚官佐勋章获得者克里斯汀·米尔恩为全球绿党首任“全球绿党大使”。米尔恩授予此职位是因其在气候变化方面的丰富专业知识，同时表彰其在澳大利亚选举中的胜利。

## 成员党

### 正式成员党

#### 欧洲

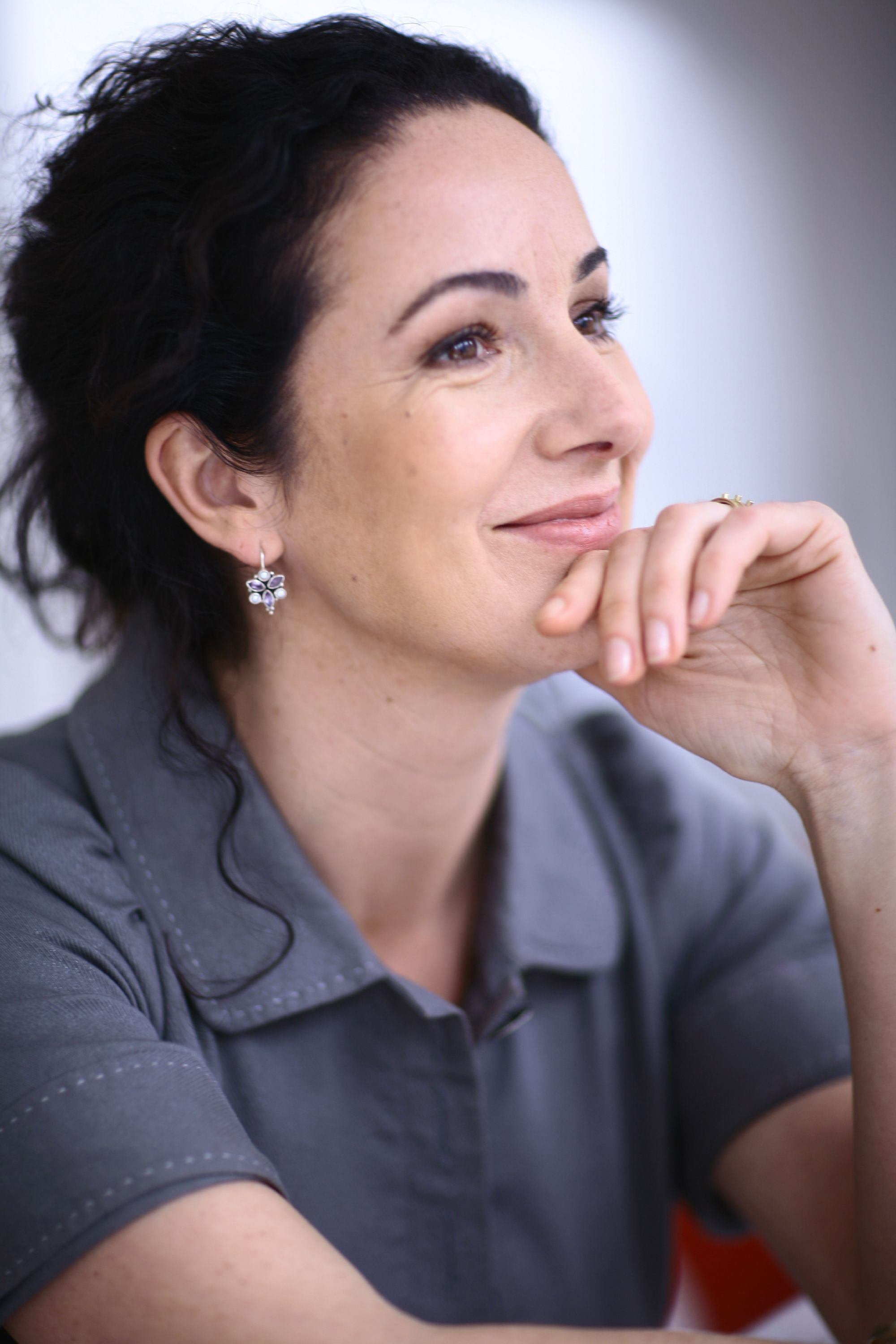
荷兰阿姆斯特丹市长、绿色左翼成员费姆克·哈尔塞玛

全球绿党的欧洲成员党都隶属欧洲绿党。
- 阿尔巴尼亚 阿尔巴尼亚绿党（英语：Green Party of Albania）
- 安道尔 安道尔绿党（英语：Greens of Andorra）
- 奥地利 绿党—绿色替代
- 比利时 生态
- 比利时 绿党
- 保加利亚 绿党（英语：Green Party (Bulgaria)）
- 賽普勒斯 生态主义者运动—公民合作（英语：Movement of Ecologists – Citizens' Cooperation）
- 捷克 绿党
- 爱沙尼亚 爱沙尼亚绿党
- 芬兰 绿色联盟
- 法國 生态主义者—欧洲生态绿党
- 格鲁吉亚绿党（英语：Greens Party of Georgia）
- 德国 联盟90/绿党
- 希腊 生态主义绿党
- 匈牙利 LMP—匈牙利绿党
- 愛爾蘭  北爱尔兰 绿党
- 義大利 绿色欧洲（英语：Green Europe）
- 義大利 绿党（英语：Greens (South Tyrol)）
- 盧森堡 绿党（英语：The Greens (Luxembourg)）
- 馬爾他 AD+PD（英语：AD+PD）
- 摩尔多瓦 生态主义绿党（英语：Ecologist Green Party (Moldova)）
- 荷蘭 绿党（英语：The Greens (Netherlands)）
- 荷蘭 绿色左翼
- 北馬其頓 马其顿民主革新（英语：Democratic Renewal of Macedonia）
- 挪威 绿色环境党（英语：Green Party (Norway)）
- 波蘭 绿党（英语：The Greens (Poland)）
- 葡萄牙 生态主义党“绿党”
- 羅馬尼亞 绿党（英语：Green Party (Romania)）
- 俄羅斯 公民联合绿色替代（英语：Civil United Green Alternative）
- 苏格兰 苏格兰绿党
- 斯洛伐克 绿党（英语：Green Party (Slovakia)）
- 斯洛維尼亞 青年党—欧洲绿党（英语：Youth Party – European Greens）
- 西班牙 生态绿党
- 瑞典 绿色环境党
- 瑞士 瑞士绿党
- 土耳其 绿党和左翼未来党（英语：Party of the Greens and the Left Future）
- 乌克兰 乌克兰绿党
- 英格兰   英格兰和威尔士绿党

#### 亚洲和大洋洲

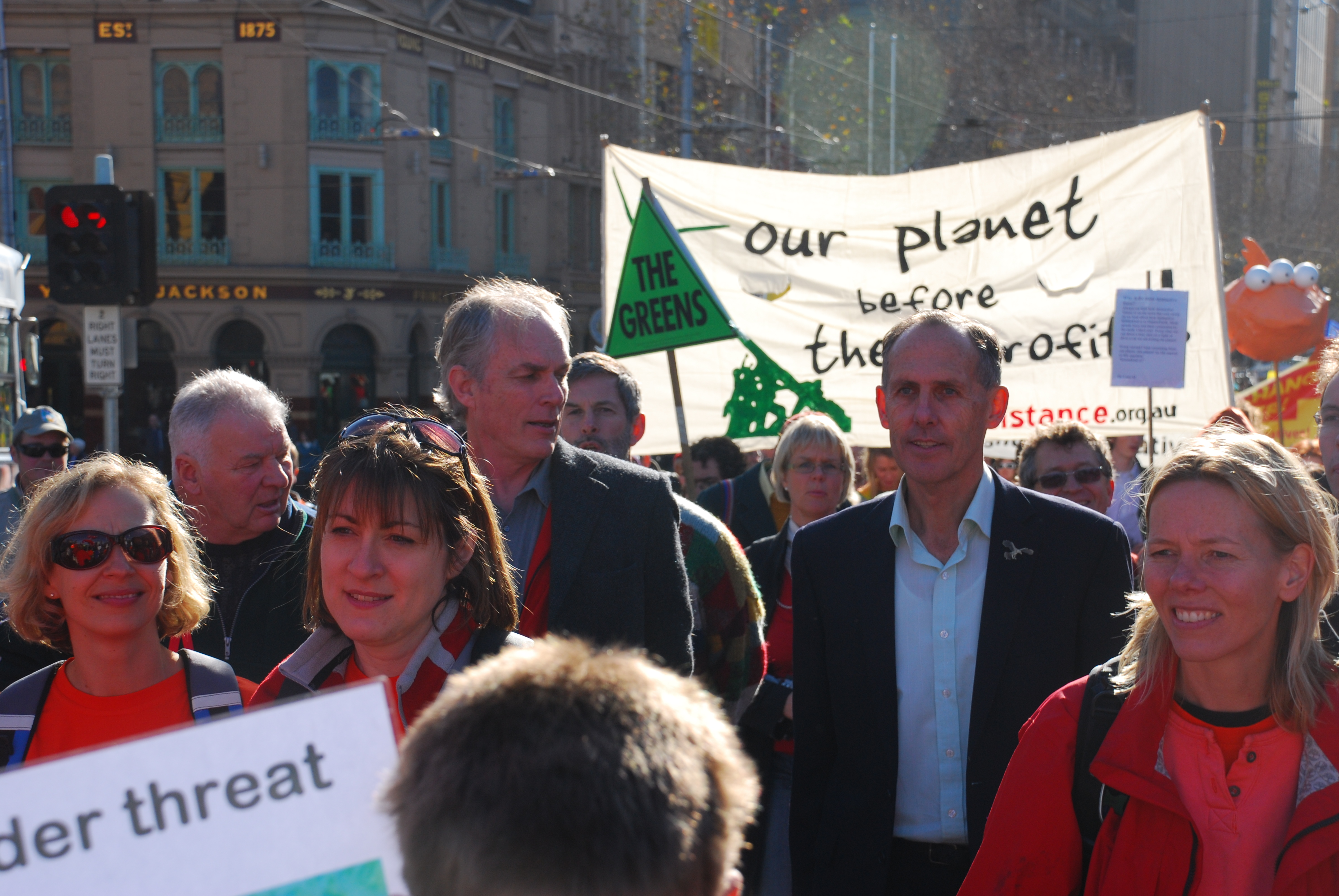
2008年7月5日，澳大利亚绿党成员兼塔斯马尼亚州州参议员的鲍勃·布朗出席墨尔本的气候变化集会。

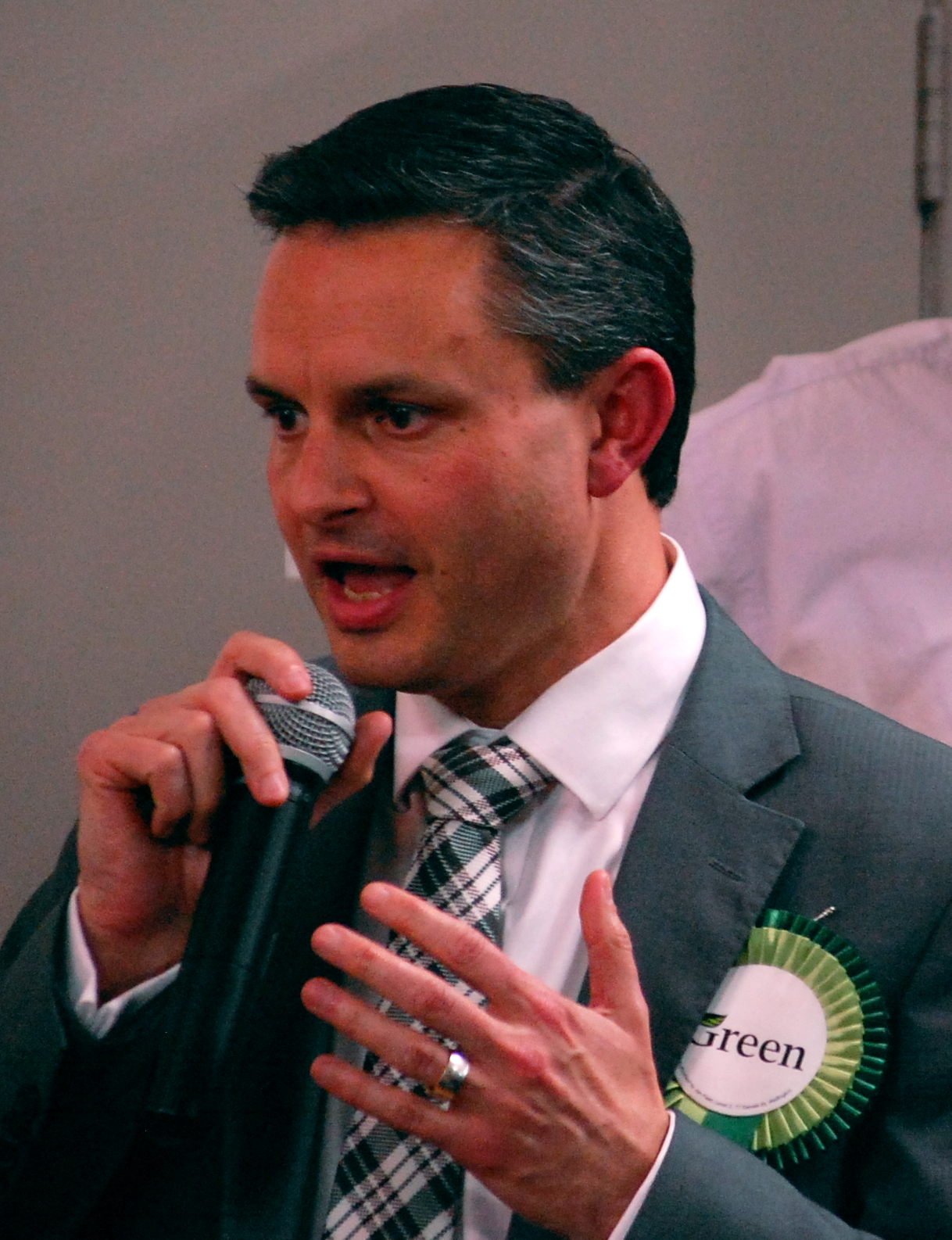
奥特亚罗瓦新西兰绿党成员詹姆斯·邵（摄于2019年）。他于2017年11月26日起担任新西兰气候变化部长 (新西兰)。

全球绿党的亚洲和大洋洲的成员党都隶属亚太绿党联盟。
- 澳大利亚绿党
- 孟加拉国绿党
- 印度 印度绿党
- 印度 北阿坎德变革党
- 伊拉克 伊拉克绿党（英语：Green Party of Iraq）
- 日本 绿党Greens Japan
- 韩国 绿色党
- 黎巴嫩 黎巴嫩绿党（英语：Green Party of Lebanon）
- 蒙古 蒙古绿党
- 尼泊尔 绿党
- 新西兰 奥特亚罗瓦新西兰绿党
- 巴基斯坦 巴基斯坦绿党（英语：Pakistan Green Party）
- 臺灣 台灣綠黨
- 臺灣 樹黨

#### 非洲

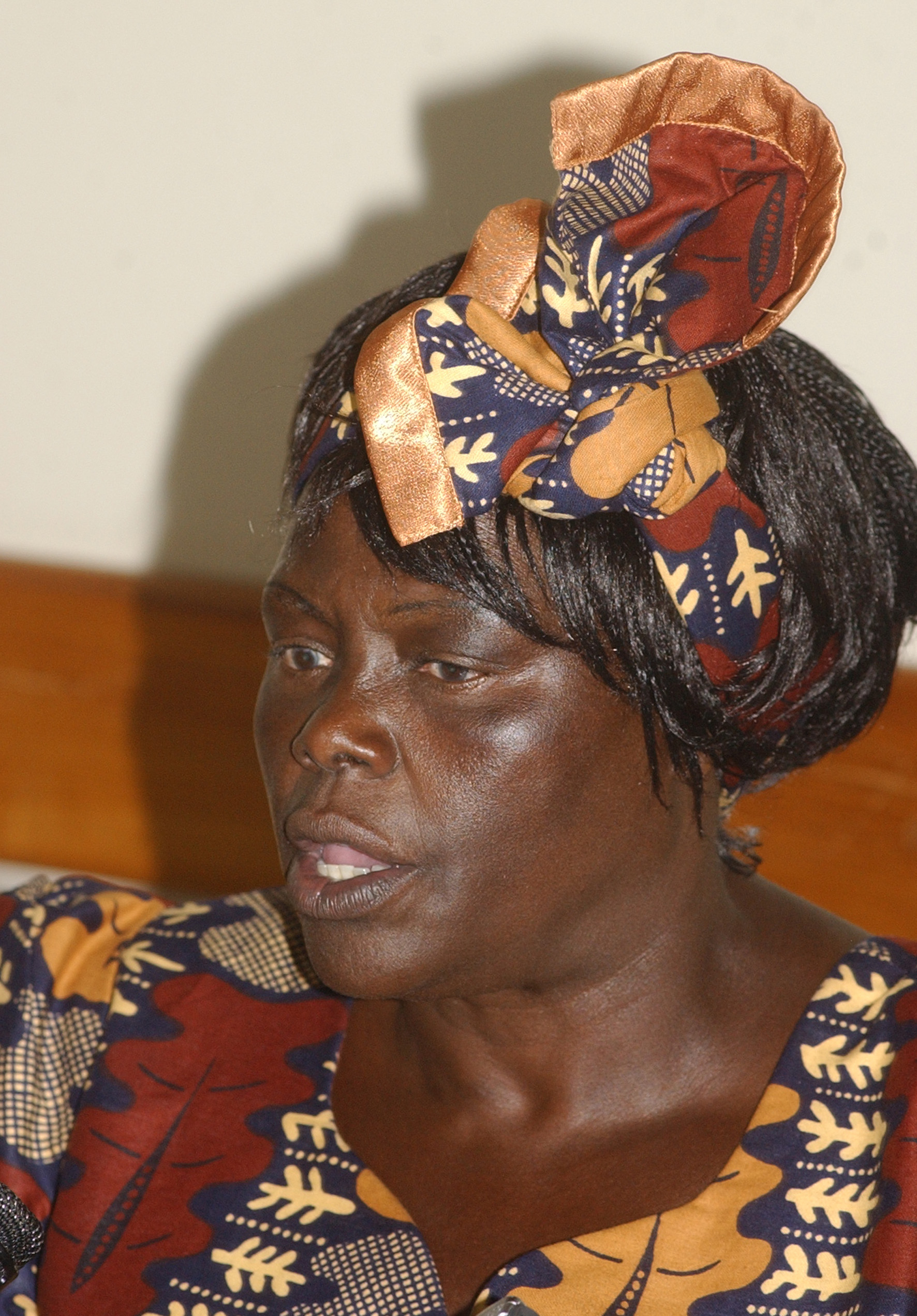
肯尼亚绿带运动发起人旺加里·马塔伊

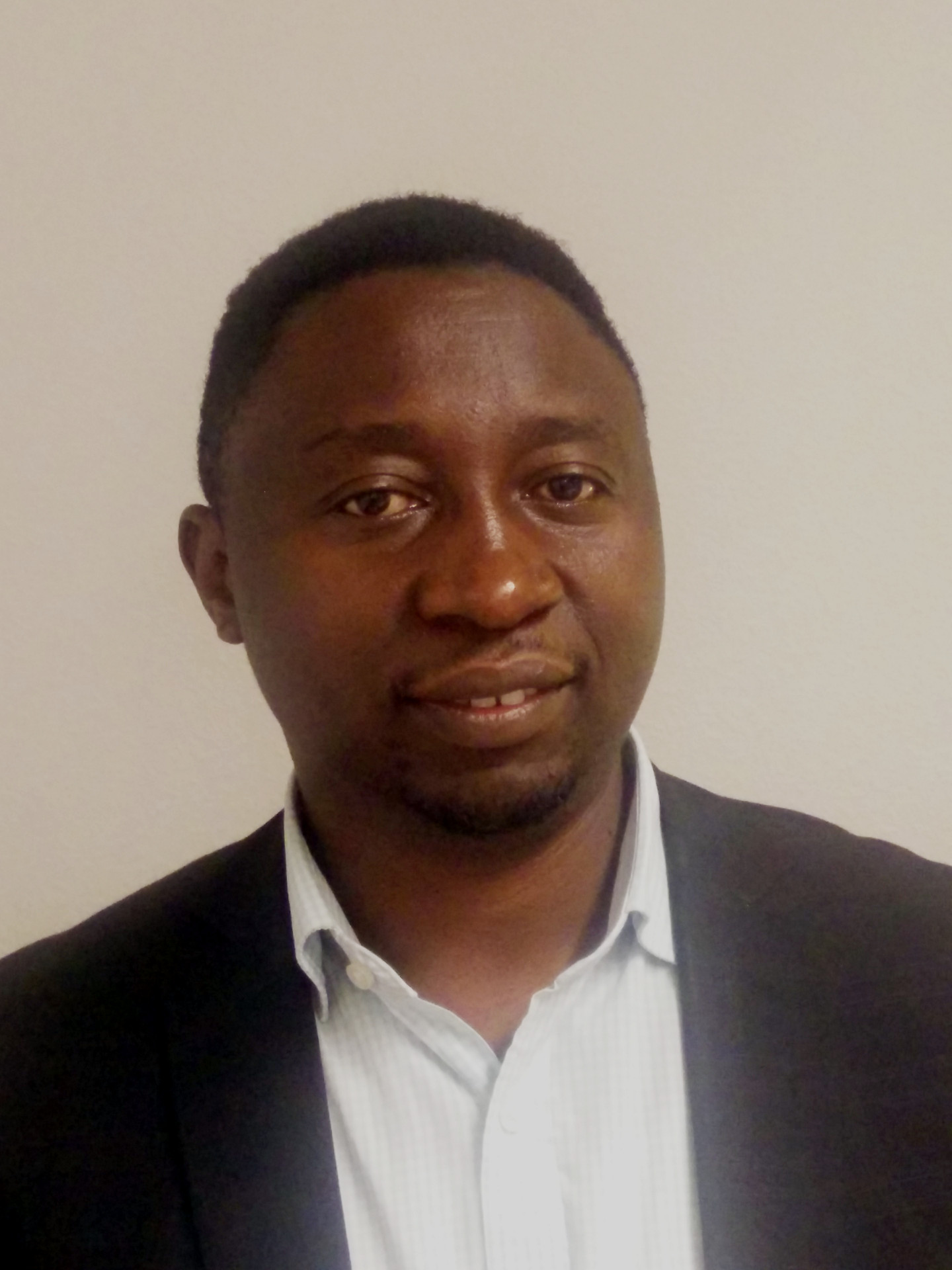
弗兰克·哈比内扎（卢旺达），非洲绿党联盟主席。

全球绿党的非洲成员党都隶属非洲绿党联盟。
- 安哥拉 安哥拉全国生态党
- 绿党（英语：The Greens (Benin)）
- 布吉納法索 争取布基纳发展生态主义党（英语：Ecologist Party for the Development of Burkina）
- 布吉納法索 布基纳生态主义者联盟（英语：Rally of the Ecologists of Burkina）
- 布隆迪绿色运动
- 中非 中非绿色运动
- 乍得生态主义者联盟—绿党
- 刚果（金） 刚果生态主义者联盟—绿党（英语：Rally of Congolese Ecologists – The Greens）
- 埃及 埃及绿党（英语：Egyptian Green Party）
- 加彭 加蓬绿党
- 加纳绿色运动
- 几内亚 几内亚生态主义者党
- 科特迪瓦生态党
- 肯尼亚环境绿党（英语：Mazingira Green Party of Kenya）
- 马达加斯加 马达加斯加绿党（英语：Madagascar Green Party）
- 马里生态主义党（英语：Ecologist Party of Mali）
- 模里西斯 兄弟绿党（英语：Les Verts Fraternels）
- 摩洛哥 绿党
- 莫桑比克 莫桑比克生态党
- 尼日尔 争取绿色萨赫勒联盟
- 奈及利亞 尼日利亚绿党
- 卢旺达 卢旺达民主绿党（英语：Democratic Green Party of Rwanda）
- 塞内加尔 塞内加尔生态主义者联盟（英语：Rally of the Ecologists of Senegal）
- 塞拉利昂绿党
- 索马里民主绿党
- 南非 南非绿色联盟
- 多哥 非洲多哥生态
- 突尼西亞 绿色突尼斯党（英语：Green Tunisia Party）
- 乌干达 乌干达生态党
- 尚比亞 赞比亚全国革命绿党

#### 美洲

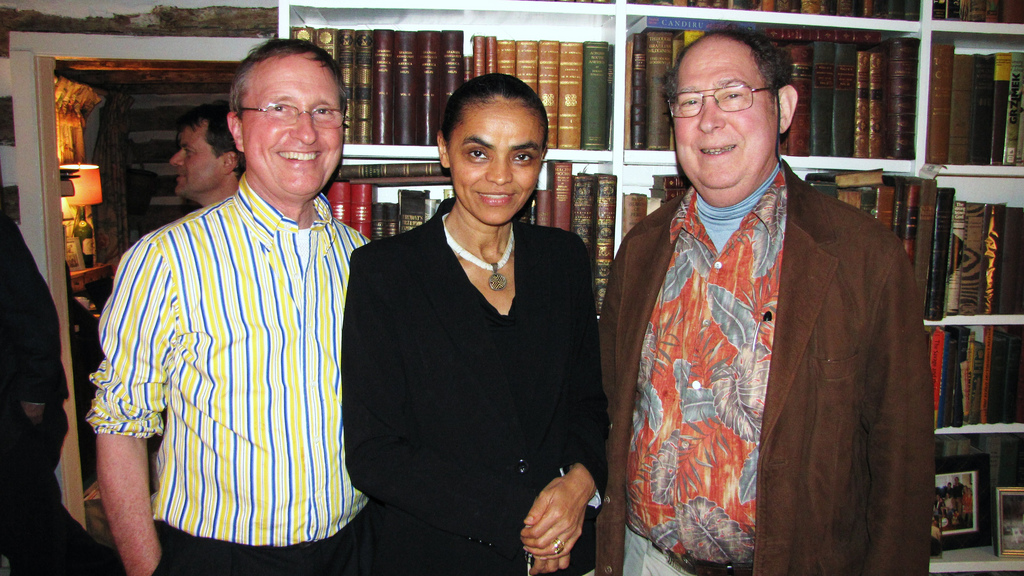
巴西绿党领袖兼环境与气候变化部 (巴西)部长玛丽娜·席尔瓦与美国生态学家托马斯·洛夫乔伊及美国气候学家斯蒂芬·施奈德合影（摄于2010年4月）

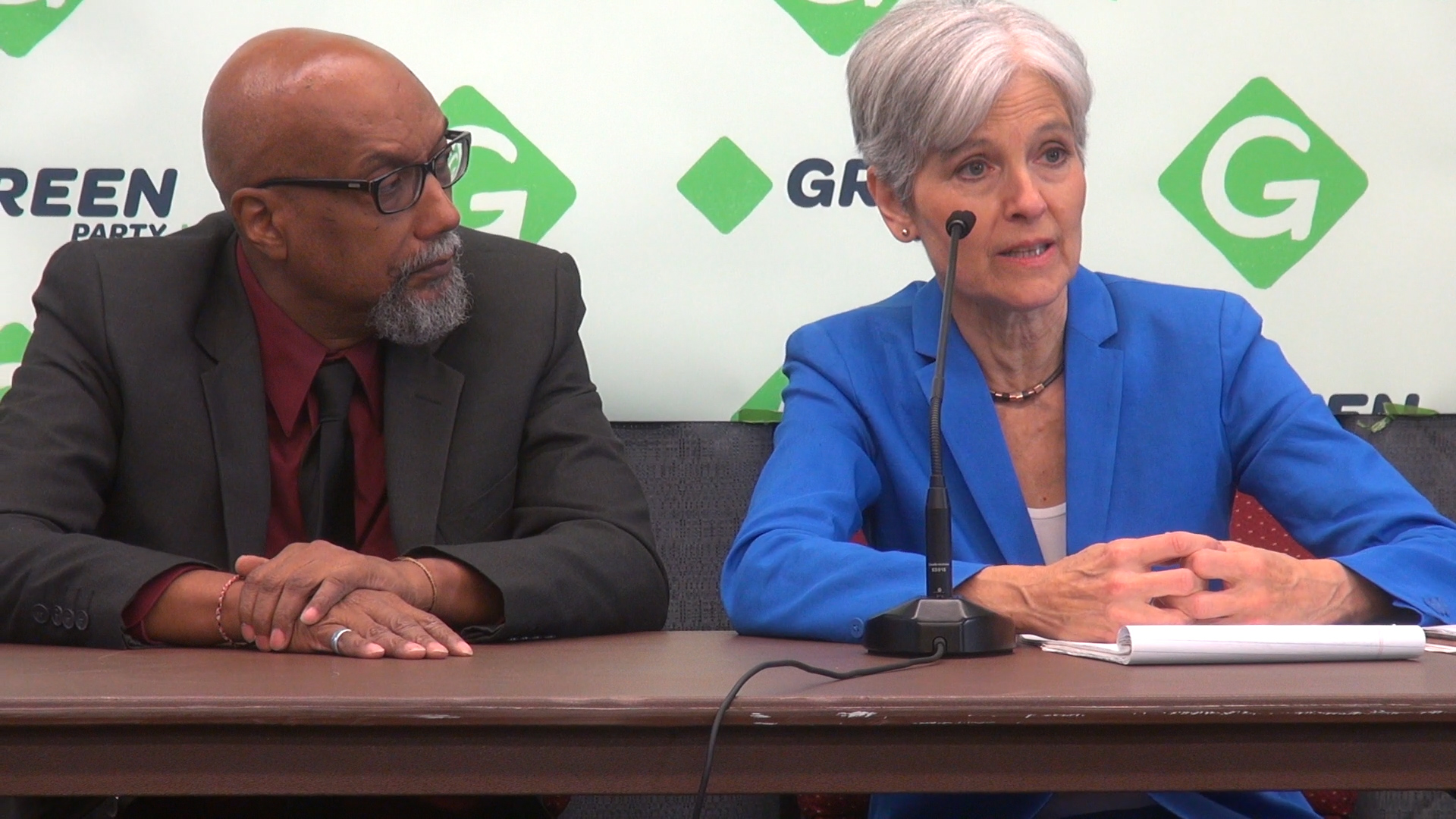
美国绿党成员吉尔·斯泰因和阿扎姆·巴拉卡（摄于2016年8月）。他们曾被2016年绿党全国大会提名为2016年美国总统选举的绿党正副总统参选人。2024年之前，该党退出该组织。

全球绿党的美洲成员党都隶属美洲绿党联盟。
- 阿根廷 绿党
- 玻利维亚 玻利维亚绿党（英语：Green Party of Bolivia）
- 巴西 绿党
- 加拿大 加拿大绿党
- 智利 绿色生态主义党（英语：Green Ecologist Party (Chile)）
- 哥伦比亚 绿色联盟
- 多米尼加绿党（英语：Dominican Green Party）
- 绿色运动
- 墨西哥 墨西哥生态主义绿党
- 秘魯 秘鲁绿党
- 委內瑞拉 委内瑞拉生态运动（英语：Ecological Movement of Venezuela）

### 观察员和联系成员党

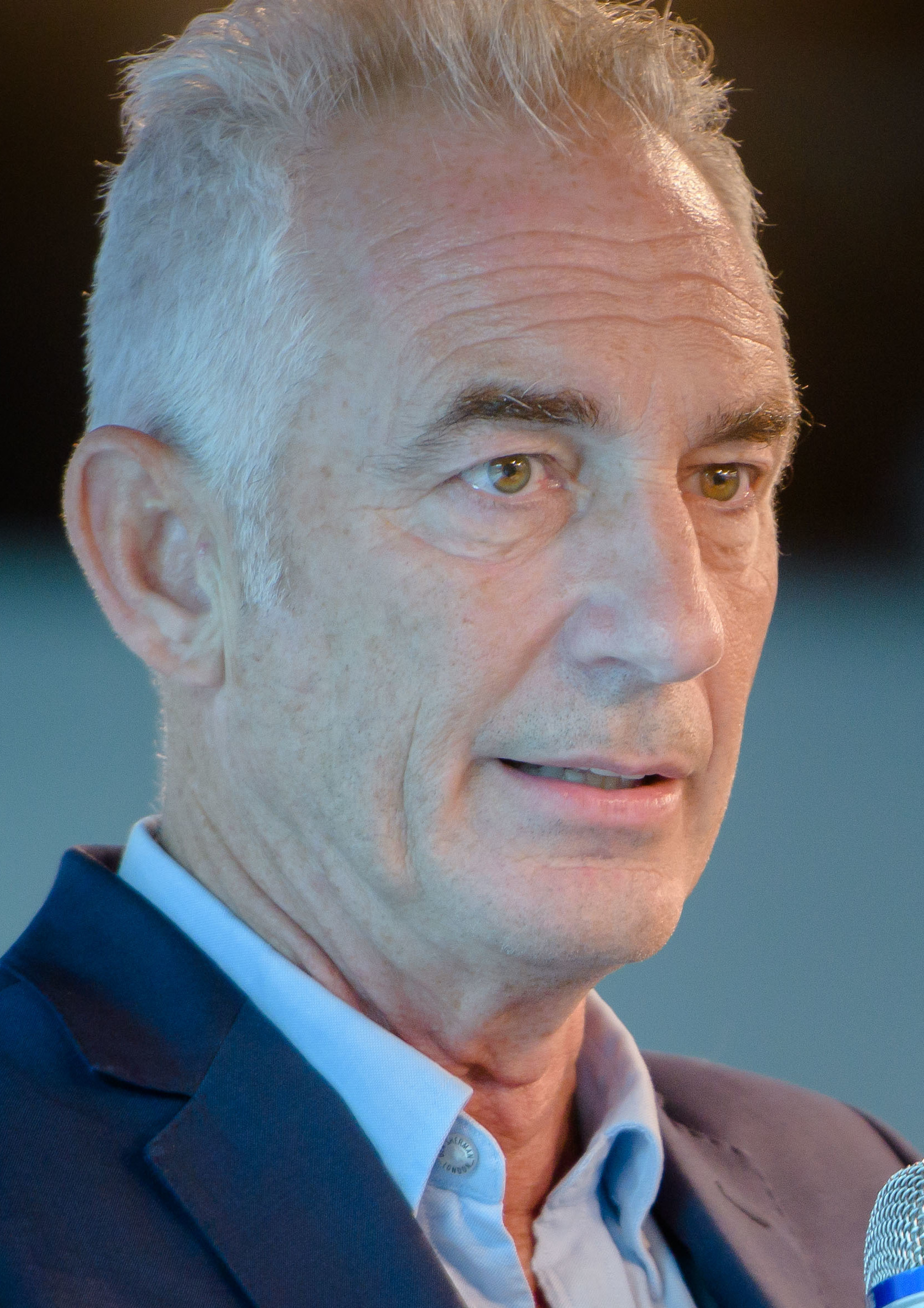
《无增长的繁荣》作者蒂姆·杰克逊 (经济学家)

- 白俄羅斯 白俄罗斯绿党（英语：Belarusian Green Party）
- 保加利亚 绿色运动（英语：Green Movement (Bulgaria)）
- 卡塔戈绿党（英语：Cartago Green Party）
- 丹麦 社会主义人民党
- 多米尼加绿党（英语：Dominican Green Party）
- 圭亚那绿党
- 危地马拉绿党
- 印度尼西亞 亚齐绿党（英语：Atjeh Green Party）
- 印度尼西亞 印度尼西亚绿党（英语：Green Party of Indonesia）
- 尼泊尔 绿色尼泊尔党（英语：Hariyali Nepal Party）
- 尼加拉瓜 尼加拉瓜生态主义绿党（英语：Ecologist Green Party of Nicaragua）
- 菲律賓 菲律宾绿党
- 俄羅斯 俄罗斯绿党联盟（英语：Union of Greens of Russia）
- 塞爾維亞 塞尔维亚绿党（英语：Greens of Serbia）
- 斯里蘭卡 斯里兰卡绿色联盟

## 青年组织
- 全球青年绿党（英语：Global Young Greens）